# 児玉拓己
児玉 拓己（こだま たくみ、1979年9月7日 - ）は、株式会社MFS所属のディレクター・音響監督。

## 担当番組

### ディレクター

#### 地上波ラジオ
- 高橋美佳子ラジオぱよ（KBS京都）
- めいめいもう～黄色いアヒル豆Ver～（ラジオ大阪）
- Blondy bon Biancaアヤミーの魔法の音楽キラキラら～☆（ラジオ大阪）
- コスって!アヤミー☆（ラジオ大阪）
- アヤミークエスト３（ラジオ大阪）
- ビューティフル歌謡曲（ラジオ大阪）
- 恋するチコ★ニ～ニャ（ラジオ大阪・ppアニメイトTV）
- つまみは塩だけ（ラジオ大阪・アニメイトTV）
- めっちゃすきやねん（ラジオ大阪・超!A&G+）
- アウトブレイク・カンパニー OBCラジオ!（ラジオ大阪・超A&G+・HiBiKi Radio Station）
- いなり、こんこん、恋らじお。（ラジオ大阪・HiBiKi Radio Station）
- ちゅうなんけん（ラジオ大阪）
- 語らい酒場 Inlet（ラジオ大阪）
- 株式会社CO通（ラジオ大阪）
- 上坂すみれの文化部は夜歩く（ラジオ大阪）
- CHEER UP!（NACK5）
- VIRTUAL ADVENTURE2（NACK5）
  - O＊G＊A ～鬼ごっこロアイアル～
  - 星空サンライズ
  - HERO RADIO
  - WE ARE 宇宙兄弟
- Little Nonのレッツゴー☆ハッピー～秋葉原万歳編～（ラジオ関西・ZAKZAKアニメ・ニコニコアニメチャンネル）

#### WEBラジオ
- 美佳子@ぱよぱよ（M-serve・アニメイトTV）
- ピアノマンの部屋（キャステラ）
- デュアルエッジステーション～トクマチャンネル～（アニメイトTV）
- スケッチブック　ほんわからじお（アニメイトTV）
- どきゅあに（アニメイトTV）
- アブ恋★ラジオ in 捜査室（アニメイトTV）
- くじアンらじお～藍と亜美の立橋院学園生徒会～（Lantis WEB RADIO）
- くじアン裏らじお～藍と亜美の立橋院学園体育館裏～（Lantis WEB RADIO）
- ウエルベールの物語～ラジオの章～（音泉）
- るり色輪廻－ラジオはじめて物語－（音泉）
- ラジオツインエンジェル　聖チェリーヌ学院お昼の校内放送『えんじぇるタイム』（音泉）
- CHAOS;HEADラジオ 妄想電波局（音泉）
- 遠近孝一のスキモノ!戦国RADIO（音泉）
- コミックRUSH presents ミツルギを革命する二人（音泉）
- ラジオCHAOS;HEAD Love×2中毒注意報（音泉）
- ラジオCHAOS;HEAD3 Love×2中毒注意報Portable（音泉）
- ジバラジオ（音泉）
- デート・ア・ラジオ（HiBiKiRadioStation）
- ソウルイーターラジオ　死武専ガンガン放送部（ガンガンONLINE）
- Dolce compagni（inter communications）
- 小麦粉砦の四市民（CLAMP-PLA.NET）
- RADIO HOTEI（BEATCRAZY）
- にゃんこっこアワー☆リアライズ（CLOSED/UNDERGROUND）

#### DVD特典CD
- くじアンダイジェスト～藍と亜美の立橋院学園視聴覚室～（東芝エンタテインメント）
- くじアン占い～藍と亜美の立橋院学園くじびき箱～（東芝エンタテインメント）

#### 携帯
- Tsudaken's room（携帯Vステーション）
- 三瓶由布子の育て!黄色いアヒル豆!（携帯Vステーション）
- 昼ダラ（携帯Vステーション）
- 真堂圭のNECOぱんち！（携帯Vステーション）
- 金元寿子のぐるぐるサル○（ループ）（携帯Vステーション）

#### WEB生放送
全てニコニコ動画。
- 上坂すみれの装甲親衛歩兵連隊放送（USAGIRBチャンネル）
- ニコニコ声優グランプリ生放送!（ニコニコ声優グランプリチャンネル）
- 金元寿子のテラ娘屋～TellerGirl'sHouse～（ニコニコ声優グランプリチャンネル）
- 遠藤ゆりかの今夜もユリーカ!（ニコニコ声優グランプリチャンネル）
- 金元寿子・川上千尋のテラ娘屋～TellerGirl'sHouse～（テラ娘屋チャンネル）
- 川上千尋のテラ娘茶屋～TellerGirl'sCafe～（テラ娘屋チャンネル）
- 國府田マリ子・南かおりのブンブンGM（ラジオ大阪チャンネル）
- さくら兵団 Vステ駐屯地（ラジオ大阪チャンネル）
- WiCKED（ラジオ大阪チャンネル）
- 鈴木このみのぼっちがぼちぼちやるラジオ（鈴木このみのファンクラブ「このまにあ!!!」）

### 演出

#### CD
- Come across～DEARS朗読物語～VOL.1「日本の昔話」（DEARS）
- Come across～DEARS朗読物語～VOL.2「グリム童話」（DEARS）
- Come across～DEARS朗読物語～VOL.3「日本の昔話2」（DEARS）
- Come across～DEARS朗読物語～VOL.4「日本の昔話3」（DEARS）
- Come across～DEARS朗読物語～VOL.5「アンデルセンの童話」（DEARS）
- Come across～DEARS朗読物語～VOL.6「日本の昔話4」（DEARS）
- Come across～DEARS朗読物語～VOL.7「イソップの童話」（DEARS）
- がーるずvらいふ（チェンバースレコーズ）
- 月夜の道化師よ、狂乱に嗤え（チェンバースレコーズ）
- 狼ニ到ル病（チェンバースレコーズ）
- 東京探偵姫～残光の剣士・沖田総司～（劇団ボイスマジック）
- あにめたまえ!天声の巫女ドラマCD たたりたまえ!? 式宮七瀬の挑戦!（フロンティアワークス・ボイスビュー）
- ちょっとかわいいアイアンメイデンドラマCD２～Triangle Maidens～（フロンティアワークス・ボイスビュー）
- 「めんそ〜れ!仲村屋」シチュエーションドラマCD Vol.1（MFS）
- まーぶるcmnfection!（あとりえ雅・ボイスビュー）
- ちょっとかわいいアイアンメイデンドラマCD３～AmbivalentMaidens～（ボイスビュー）
- ちょっとかわいいアイアンメイデンドラマCD３～AmbivalentMaidens～（ボイスビュー）
- Story Juke Box朗読CD「あのときの王子くん」（MFS）
- 「ゆうちゃのゆう遊自的」番組CD 「幸せのムチとアメ」（MFS）
- シチュエーションドラマCD「冬」クリスマス編、冬コミ編（アーススター）
- シチュエーションドラマCD「冬」初詣編、お正月編（アーススター）
- シチュエーションドラマCD「冬」バレンタイン編（アーススター）
- Story Juke Box朗読CD Vol.2「因幡の白兎／金魚売り／猿蟹合戦」（MFS）
- Story Juke Box ホシアツメ（CD付き冊子、MFS）
- ラスボスの向こう側（特典CD、宝島社）

#### WEBラジオ
- CHAOS;HEADラジオ 妄想電波局（音泉）

#### ニコニコ動画
- 金元寿子のテラ娘屋～TellerGirl'sHouse～（ニコニコ声優グランプリチャンネル）
- 金元寿子・川上千尋のテラ娘屋～TellerGirl'sHouse～（テラ娘屋チャンネル）

#### イベント
- 月刊少年エース創刊20周年記念イベント コミックアテレコライブ!! feat.「マンガヤ」

### 音響監督（舞台を除く）
- Thirty and a Half Minutes（SILENT MANGA AUDITION）
- Birdy（SILENT MANGA AUDITION）
- 軽いノリじゃダメですか?
- 選挙はじめて物語
- 選挙なんでもQ&A
- シンクロ・ニティ
- ひみつのポムポムちゃん
- ラスボスの向こう側
- シルバニアファミリー フレアのハッピーダイアリー

### 脚本
- みにくいアヒルの子（Come across～DEARS朗読物語～VOL.5「アンデルセンの童話」収録）
- にんぎょ姫（Come across～DEARS朗読物語～VOL.5「アンデルセンの童話」収録）
- マッチ売りの少女（Come across～DEARS朗読物語～VOL.5「アンデルセンの童話」収録）
- 空とぶトランク（Come across～DEARS朗読物語～VOL.5「アンデルセンの童話」収録）
- はだかの王さま（Come across～DEARS朗読物語～VOL.5「アンデルセンの童話」収録）
- おやゆび姫（Come across～DEARS朗読物語～VOL.5「アンデルセンの童話」収録）
- CHAOS;HEADラジオ 妄想電波局（音泉）（告知パートを除く）
- ヘンゼルとグレーテル（金元寿子・川上千尋のテラ娘屋～TellerGirl'sHouse～）
- 走れメロス～エピソード0～（金元寿子・川上千尋のテラ娘屋～TellerGirl'sHouse～）
- 宮本さんと佐々木さん（金元寿子・川上千尋のテラ娘屋～TellerGirl'sHouse～）
- 銀河鉄道の夜（金元寿子・川上千尋のテラ娘屋～TellerGirl'sHouse～）
- 赤ずきん（金元寿子・川上千尋のテラ娘屋～TellerGirl'sHouse～）
- 不思議な鐘（金元寿子・川上千尋のテラ娘屋～TellerGirl'sHouse～）
- 妖精の口付け（金元寿子・川上千尋のテラ娘屋～TellerGirl'sHouse～）
- 花咲か爺さん（金元寿子・川上千尋のテラ娘屋～TellerGirl'sHouse～）
- 虹の橋（金元寿子・川上千尋のテラ娘屋～TellerGirl'sHouse～）
- 人魚姫（金元寿子・川上千尋のテラ娘屋～TellerGirl'sHouse～）
- カエルの王子様（金元寿子・川上千尋のテラ娘屋～TellerGirl'sHouse～）
- 雪の女王（金元寿子・川上千尋のテラ娘屋～TellerGirl'sHouse～）
- 白雪姫（金元寿子・川上千尋のテラ娘屋～TellerGirl'sHouse～）
- 三匹のこぶた（金元寿子・川上千尋のテラ娘屋～TellerGirl'sHouse～）
- おおきなかぶ（金元寿子・川上千尋のテラ娘屋～TellerGirl'sHouse～）
- クリスマスキャロル（金元寿子・川上千尋のテラ娘屋～TellerGirl'sHouse～）
- 飴とキャラメル（金元寿子・川上千尋のテラ娘屋～TellerGirl'sHouse～）
- つぇねずみ（金元寿子・川上千尋のテラ娘屋～TellerGirl'sHouse～）
- カチカチ山（金元寿子・川上千尋のテラ娘屋～TellerGirl'sHouse～）
- ピーターパン（金元寿子・川上千尋のテラ娘屋～TellerGirl'sHouse～）
- 狐の嫁入り（金元寿子・川上千尋のテラ娘屋～TellerGirl'sHouse～）
- 一寸法師（金元寿子・川上千尋のテラ娘屋～TellerGirl'sHouse～）
- はくちょう座の物語（金元寿子・川上千尋のテラ娘屋～TellerGirl'sHouse～）
- 長靴をはいた猫（金元寿子・川上千尋のテラ娘屋～TellerGirl'sHouse～）
- ジャック・オー・ランタン（金元寿子・川上千尋のテラ娘屋～TellerGirl'sHouse～）
- 十二の月の物語（金元寿子・川上千尋のテラ娘屋～TellerGirl'sHouse～）
- マンガヤ（月刊少年エース創刊20周年記念イベント コミックアテレコライブ!! feat.「マンガヤ」）

### ミキサー
- ラジオ アベノ橋魔法☆商店街（ラジオ大阪・ラジオ日本）
- 恋商店（ラジオ大阪）
- 大河ラジオだ!ブシロード（ラジオ大阪・文化放送・東海ラジオ）
- あいまいなオカピ（ラジオ大阪・ラジオ日本）
- ラジオDEアニメ魂（ラジオ大阪）
- アニメ魂 こえっちろ～どとぅＬＡＰ（ラジオ大阪）
- イジワルケイラジオ（ラジオ大阪・TBSラジオ）
- ウラモモーイ（ラジオ大阪・ラジオ日本）
- 飯塚雅弓のBE-STRAWBERRY（アニメイトTV）
- イジワルケイラジオ（ラジオ大阪・TBSラジオ）
- おまいり、かみちゅ！（ラジオ大阪・TBSラジオ・NACK5）
- 銀盤カレイドスコープ（ラジオ大阪・NACK5）
- ミエノのタタキ!ヒトミ添え（ラジオ大阪・ラジオ日本）
- ミエノのタタキ!ヒトミ添え おかわり（ラジオ大阪・ラジオ日本）
- ミエノのタタキ!ヒトミ添え おかわり∞（ラジオ大阪・ラジオ日本）
- アニプレ情報局（ラジオ大阪・NACK5）
- 夜中メイクが気になったから（ラジオ大阪・ニコニコ動画）
- Heart of Angel(NACK5・FM OSAKA・FM AICHI)
- KOTOKOのトコトコ探検記（パケラジ）
- TAROかまやつ ピアノマンの部屋（AIR-G'・V-air）
- 千葉紗子の地獄探偵局（BEAT Net Radio・Lantis WEB RADIO）
- にじちぅ?パレード（ラジオ大阪）
- コードギアス反逆の山々（M-serve）
- コードギアス反逆の山々DX（文化放送・ラジオ関西）
- 夜のチラリズム（ラジオ大阪）
- ラヂオ天元突破グレンラガン（ラジオ大阪）
- コードギアスるるくるステーション（文化放送・毎日放送）
- ラヂオ天元突破グレンラガン（ラジオ大阪・ラジオ日本）
- 堀川りょうの声優への道（ラジオ大阪・ラジオ日本）
- ぶっちゃけTalkRadio ギリモザ（ラジオ大阪・ラジオ日本）
- 大正野球娘。浪漫ちっくラジオ（ランティスWEBラジオ・音泉）
- 関根勤のカンコンキンラジオ～とりあえずネットでやってみました～（ビクターネットラジオ）
- 関根勤のカンコンキンラジオ～ぽわ～んと聞いてね～（文化放送）
- 関根勤のカンコンキンラジオ～オスのラプソディ～（文化放送）
- 関根勤のスポパラ（文化放送）
- キラキラ吾郎（ラジオ大阪）
- ストライクウィッチーズ　スターライトストリーム（ラジオ大阪・響インターネットステーション）
- ガイナックス電波（ラジオ大阪・ラジオ日本）
- VIRTUAL ADVENTURE2～方言恋愛〜（NACK5）
- ゆりゆららららゆるゆり放送室（ラジオ大阪・ニコニコ動画ゆるゆりTV)
- 戦国NETスキラジ
- ブンブンGM（ニコニコ動画・ラジオ大阪チャンネル）
- 飯テロtv（ニコニコ動画・ラジオ大阪チャンネル）

### 構成

#### CD
- airyth INTERNET RADIO offine ver.　～30分番組へのチャレンジ～（ラジオ大阪・ブロッコリー）
- airyth INTERNET RADIO offine ver.2.0 ～更なるチャレンジ～（ラジオ大阪・ブロッコリー）
- 昼ダラ（携帯Vステーション）

#### 携帯
- 真堂圭のNECOぱんち!（携帯Vステーション）
- 金元寿子のぐるぐるサル○（ループ）（携帯Vステーション）

#### WEBラジオ
- CHAOS;HEADラジオ 妄想電波局（音泉）
- コミックRUSH presents ミツルギを革命する二人（音泉）
- ラジオCHAOS;HEAD Love×2中毒注意報（音泉）
- ラジオCHAOS;HEAD3 Love×2中毒注意報portable（音泉）

#### ニコニコ動画
- ニコニコ声優グランプリ生放送!（ニコニコ声優グランプリチャンネル）
- 金元寿子のテラ娘屋～TellerGirl'sHouse～（ニコニコ声優グランプリチャンネル）
- 内田彩のもっとお水ください!!（ニコニコ声優グランプリチャンネル）
- 遠藤ゆりかの今夜もユリーカ!（ニコニコ声優グランプリチャンネル）
- 金元寿子・川上千尋のテラ娘屋～TellerGirl'sHouse～（テラ娘屋チャンネル）
- 川上千尋のテラ娘茶屋～TellerGirl'sCafe～（テラ娘屋チャンネル）

#### イベント
- 月刊少年エース創刊20周年記念イベント コミックアテレコライブ!! feat.「マンガヤ」

### ミキサー 兼 番組構成補佐
- エアリースインターネットラジオ（V-Staition）

### パッケージ編集
- マジキュー・ラブラドールリボルバー（ラジオ関西・Lantis NET RADIO）
- 桃井はるこの現代視覚文化研究会　略して「ラジオげんしけん」（ラジオ大阪・ラジオ日本）
- KOTOKOのトコトコ探検記（パケラジ）

### ラジオドラマ編集

#### 地上波ラジオ
- EAT&RUN ラジオドラマ（ラジオ大阪・ラジオ日本・北日本放送）
- アベノ橋魔法☆歓楽街（ラジオ大阪・ラジオ日本）
- 手作りアベノ橋☆暗闇商店街（ラジオ大阪・ラジオ日本）
- XYZ Ryo's Bar内ミニドラマ（NACK5・FM OSAKA・FM AICHI）

#### ニコニコ動画
- 金元寿子のテラ娘屋～TellerGirl'sHouse～（ニコニコ声優グランプリチャンネル）
- 金元寿子・川上千尋のテラ娘屋～TellerGirl'sHouse～（テラ娘屋チャンネル）

### CD編集
- EAT&RUN ドラマCD（ラジオ大阪）
- ナースウィッチ小麦ちゃんマジカルて 風雲弁天町!Vステ春の陣 小麦危機一髪（ラジオ大阪）
- アベノ橋☆ドラマティック商店街一丁目（キングレコード）
- Chu→lipリボルバー（ランティス）
- ラブリボうっひゃらCDちゅーりっぷ「天」の巻（ランティス）
- ラブリボうっひゃらCDちゅーりっぷ「地」の巻（ランティス）
- ラブリボうっひゃらCDちゅーりっぷ「人」の巻（ランティス）
- パカっと!双恋島（ランティス）
- おたんじょーびCDらぶりぼ～姫とあなたとおばけちゃん～（ランティス）
- Daydream Tripper<U_WAVE>ミニドラマ（アニプレックス）
- がーるずvらいふ（チェンバースレコーズ）
- 月夜の道化師よ、狂乱に嗤え（CLOSED/UNDERGROUND）
- モルモティカd（チェンバースレコーズ）
- ラブリボうっひゃらメイキングＣＤ（非売品おまけCD、ランティス）
- Saeko's Bar（DVD-BOX特典CD、ANIPLEX）
- Falcon's Bar（DVD-BOX特典CD、ANIPLEX）
- 香瑩's Cafe（DVD-BOX特典CD、ANIPLEX）
- テラ娘屋ドラマCDシリーズ（声優グランプリ）
- あにめたまえ!天声の巫女ドラマＣＤ　たたりたまえ!? 式宮七瀬の挑戦!（フロンティアワークス・ボイスビュー）
- ちょっとかわいいアイアンメイデンドラマCD２～Triangld Maidens～（フロンティアワークス・ボイスビュー）
- 「めんそ〜れ!仲村屋」シチュエーションドラマCD Vol.1（MFS）
- ちょっとかわいいアイアンメイデンドラマCD3～Ambivalent Maidens～（ボイスビュー）
- Story Juke Box朗読CD「あのときの王子くん」（MFS）
- 「ゆうちゃのゆう遊自的」番組CD 「幸せのムチとアメ」（MFS）
- シチュエーションドラマＣＤ「冬」クリスマス編、冬コミ編（アーススター）
- シチュエーションドラマＣＤ「冬」初詣編、お正月編（アーススター）
- シチュエーションドラマＣＤ「冬」バレンタイン編（アーススター）
- Story Juke Box 朗読CD Vol.2「因幡の白兎／金魚売り／猿蟹合戦」（MFS）
- Story Juke Box ホシアツメ（CD付き冊子、MFS）
- ラスボスの向こう側（特典CD、宝島社）